# 박상은 (배우)
박상은(1997년 12월 3일 ~)은 대한민국의 배우이다.

## 드라마
- 2023년 u+tv 밤이 되었습니다 - 신승빈 역
- 2022년 wavve 약한영웅 Class 1
- 2021년 웹드라마 팽
- 2021년 KBS2 경찰수업